# Joaquim Montero i Delgado
Joaquim Montero i Delgado (València, 1869 - Santiago de Xile, 1942) va ser un actor, autor dramàtic, llibretista de sarsueles, empresari teatral i adaptador d'obres de teatre. Va fer gairebé tota la seva carrera artística a Barcelona, llevat l'estada d'uns anys a Amèrica al tombant del segle xix. S'exilià a Xile arran de la Guerra Civil.

## Trajectòria professional
Actor
- 1893, 9 de desembre. En el paper de Borni a l'obra L'escurçó original d'Ignasi Iglesias, estrenat al Teatre Granvia de Barcelona.
- 1921, 21 de maig. En el paper de Guillemó de Calders a l'obra L'estudiant i la pubilla, original de Josep Maria de Sagarra, estrenada al teatre Romea de Barcelona.
- 1921, 7 d'octubre. En el paper de Jeroni a l'obra El jardinet de l'amor, original de Josep Maria de Sagarra, estrenada al teatre Romea de Barcelona.
- 1922, 24 d'octubre. En el paper de don Ramon a l'obra El matrimoni secret de Josep Maria de Sagarra. Estrenada al teatre Romea de Barcelona.
- 1923, 10 d'octubre. En el paper d'Aleix a l'obra Les veus de la terra de Josep Maria de Sagarra. Estrenada al teatre Romea de Barcelona.
- 1924, 21 d'octubre. En el paper d'En Baldiró a l'obra Les noies enamorades d'Avel·lí Artís i Balaguer. Estrenada al teatre Romea de Barcelona.
- 1925, 5 de maig. En el paper d'El Marquès de Cascavell a l'obra El senyor Pupurull, adaptació de Josep Maria de Sagarra de l'obra George Dandin, de Molière, estrenada al teatre Romea de Barcelona.
- 1925, 9 d'octubre. En el paper d'El Fogots a l'obra Seny i amor, amo i senyor, d'Avel·lí Artís i Balaguer. Estrenada al teatre Romea de Barcelona.
- 1925, 15 de desembre. En el paper de Samuel Ivanovitx a l'obra La follia del desig, de Josep Maria de Sagarra. Estrenada al teatre Romea de Barcelona.
- 1926, 17 de desembre. En el paper de Senyor Gaspart a l'obra La llar apagada, d'Ignasi Iglesias. Estrenada al teatre Novetats de Barcelona.
- 1927, 1 d'octubre. En el paper de Senyor Tortell a l'obra Un estudiant de Vic, de Josep Maria de Sagarra. Estrenada al teatre Novetats de Barcelona.
- 1928, 28 d'abril. En el paper de Subirós a l'obra La Llúcia i la Ramoneta, de Josep Maria de Sagarra, estrenada al teatre Novetats de Barcelona.

Autor dramàtic

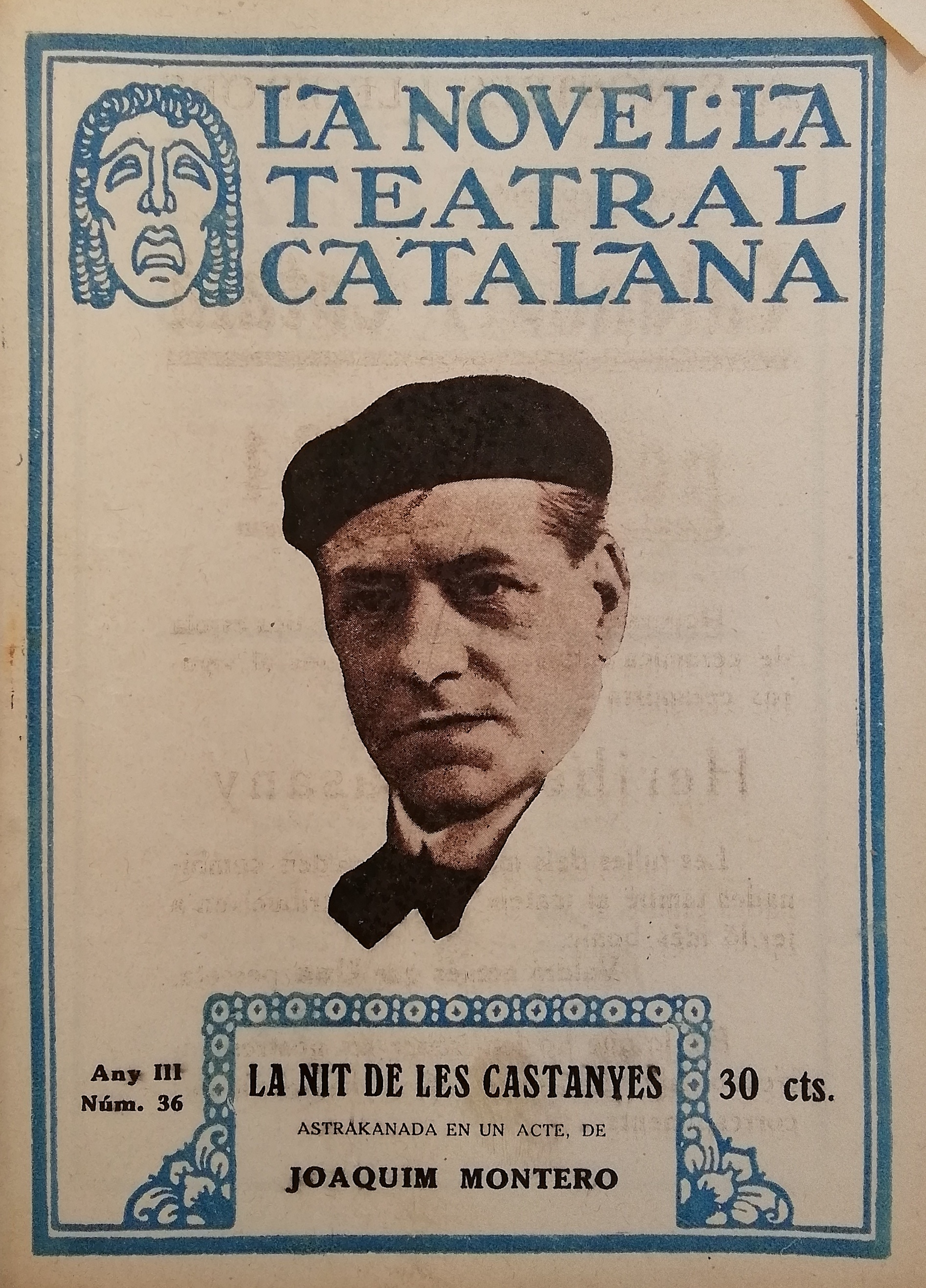
La nit de les castanyes de Joaquim Montero, publicada per La Novel·la Teatral Catalana l'any 1920

- La nit de les castanyes de Joaquim Montero, publicada per La Novel·la Teatral Catalana l'any 1920 Del cafè a la vicaria. Estrenada al teatre Jovellanos de Barcelona, el 15 de juny de 1889.
- Los miserables. Adaptació de la novel·la de Victor Hugo, amb la col·laboració de Francesc Tressols. Estrenat al teatre Teatre Zorrilla (Badalona), el mes de maig de 1893.
- El senyor Palaudaries, sarsuela, estrenada al teatre Teatre Principal (Barcelona), el 31 de desembre de 1896.
- El que costa vestir bé. Estrenada al Teatre Romea, el 2 d'octubre de 1920.
- La nit de les castanyes o un Tenòrio de retalls, estrenada al teatre Romea, el 29 d'octubre de 1920.
- Mister Pickwick, original de Charles Dickens, adaptada per Georges Duval i Robert Cahrvay i traducció de Joaquim Montero. Estrenada al teatre Romea, el 10 de gener de 1921.
- Per Catalunya, estrenada al teatre Romea, el 15 d'abril de 1921.
- La Revista del Romea. Primer quadern, estrenada al teatre Romea, el 7 d'octubre de 1921.
- La Revista del Romea. Segon quadern, estrenada al teatre Romea, l'1 de novembre de 1921.
- L'admirable Crichton, original de James M. Barrie i traducció de Joaquim Montero, estrenada al teatre Romea, el 29 de novembre de 1921.
- Tres actes, original d'Amerigo Guasti i traducció de Joaquim Montero, estrenada al teatre Romea, el 10 de gener de 1922.
- El truc del senyor Banyuls, comedieta en un acte, adaptada a l'escena catalana per Joaquim Montero. Estrenada al teatre Romea, l'11 de maig de 1923.
- Liquido...i plego, diàleg italià adaptat al català per Joaquim Montero. Estrenat al teatre Romea el 10 d'octubre de 1923.
- El vidu trist, comèdia en tres actes, adaptada de l'italià per Joaquim Montero. Estrenada al teatre Romea, el 28 de desembre de 1923.
- L'espectre del senyor Imberger, original d'H. de Gorsse i H. Clerc. Traducció de Joaquim Montero. Estrenada al teatre Romea, el 19 d'abril de 1924.
- Fins el dimoni porta banyes, fantasia vodevilesca, lírica en un pròleg i tres actes. Música de Rafael Pou, estrenada al teatre Espanyol del Paral·lel, el 19 d'abril de 1924.
- A Montserrat, humorada en quatre actes, dividits en onze quadres. Estrenada al teatre Romea, l'11 d'abril de 1925.

Director escènic
- 1925. Déu hi fa més que nosaltres, de Carles Soldevila. Estrenada al teatre Romea de Barcelona.